# Anna Hazare
Kisan Baburao Hazare (Marathi: किसन बापट बाबुराव हजारे) znany jako Anna Hazare, ur. 15 czerwca 1937 w Bhingar w dystrykcie Ahmednagar) – indyjski działacz społeczny. Nawiązuje do działalności Gandhiego. 
Uczestniczył w II wojnie o Kaszmir. Doprowadził do powstania w znacznej mierze samowystarczalnej wioski Ralegan Siddhi w dystrykcie Ahmednagar (Maharashtra). Działa również w ruchu antykorupcyjnym, domagając się przyjęcia ustawy The Lokpal Bill.

## Ordery i odznaczenia
- Order Padma Shri (1990)[4]
- Order Padma Bhushan (1992)[5]